# Autigny-la-Tour
Autigny-la-Tour település Franciaországban, Vosges megyében. Lakosainak száma 136 fő (2022. január 1.). Autigny-la-Tour Martigny-les-Gerbonvaux, Soulosse-sous-Saint-Élophe, Tranqueville-Graux, Barville és Harchéchamp községekkel határos.

## Népesség
A település népességének változása:
| Lakosok száma | 174  | 166  | 170  | 159  | 154  | 149  | 145  | 141  | 136  |
|               | 2013 | 2015 | 2016 | 2017 | 2018 | 2019 | 2020 | 2021 | 2022 |